# Risti
Risti (deutsch: Kreuz) ist eine ehemalige Landgemeinde im estnischen Kreis Lääne mit einer Fläche von 167,8 km². Seit 2013 gehört sie zur Landgemeinde Lääne-Nigula. Sie hatte 863 Einwohner (Stand: 1. Oktober 2008).

## Beschreibung
Risti lag 34 km von Haapsalu und 68 km von Tallinn entfernt.
Die unberührte Landschaft des Naturschutzgebiets von Marimetsa lud zu Wanderungen ein.

## Dörfer
Neben dem Hauptort Risti (Risti alevik) gehörten zur Landgemeinde die Dörfer Jaakna, Kuijõe, Piirsalu und Rõuma.